# Era Vargas
Era Vargas é o período da história do Brasil entre 1930 e 1945, quando Getúlio Vargas governou o Brasil por 15 anos e de forma contínua. Compreende o Governo Provisório, o Governo Constitucional e o Estado Novo. Essa época foi um divisor de águas na história brasileira, em razão das inúmeras alterações que Vargas fez no país, tanto sociais quanto econômicas.
A Revolução de 1930 marcou o fim da República Velha (com a deposição do presidente Washington Luís; a revogação da constituição de 1891, com o objetivo de estabelecer uma nova ordem constitucional; a dissolução do Congresso Nacional; intervenção federal em governos estaduais e alteração do cenário político, com a supressão da hegemonia até então apreciada por oligarquias agrárias de São Paulo e Minas Gerais) e sinaliza o início da Era Vargas (tendo em conta que, após o triunfo da revolução, uma junta militar provisória cedeu o poder a Vargas, reconhecido como o líder do movimento revolucionário).
A Era Vargas é composta por três fases sucessivas: o período do Governo Provisório (1930–1934), quando Vargas governou por decreto como Chefe do Governo Provisório, cargo instituído pela Revolução, enquanto se aguarda a adoção de uma nova constituição para o país, o período da constituição de 1934 (quando, na sequência da aprovação da nova constituição pela Assembleia Constituinte de 1933-1934, Vargas foi eleito pela assembleia ao abrigo das disposições transitórias da constituição como presidente, ao lado de um poder legislativo democraticamente eleito) e o período do Estado Novo (1937-1945), que começa quando Vargas impõe uma nova constituição, em um golpe de Estado autoritário, e dilui o congresso, assumindo poderes ditatoriais com o objetivo de perpetuar seu governo.
A renúncia de Getúlio Vargas, do seu regime do Estado Novo em 1945 e a posterior redemocratização do país, com a adoção de uma nova constituição em 1946 marca o fim da Era Vargas e o início do período conhecido como Quarta República Brasileira. Posteriormente, Vargas ainda voltaria à Presidência da República, eleito por voto direto, e governaria o Brasil por três anos e meio: de 31 de janeiro de 1951 até 24 de agosto de 1954, quando se suicidou, com um tiro no coração, em seu quarto, no Palácio do Catete, na cidade do Rio de Janeiro, então capital federal.

## Revolução de 1930

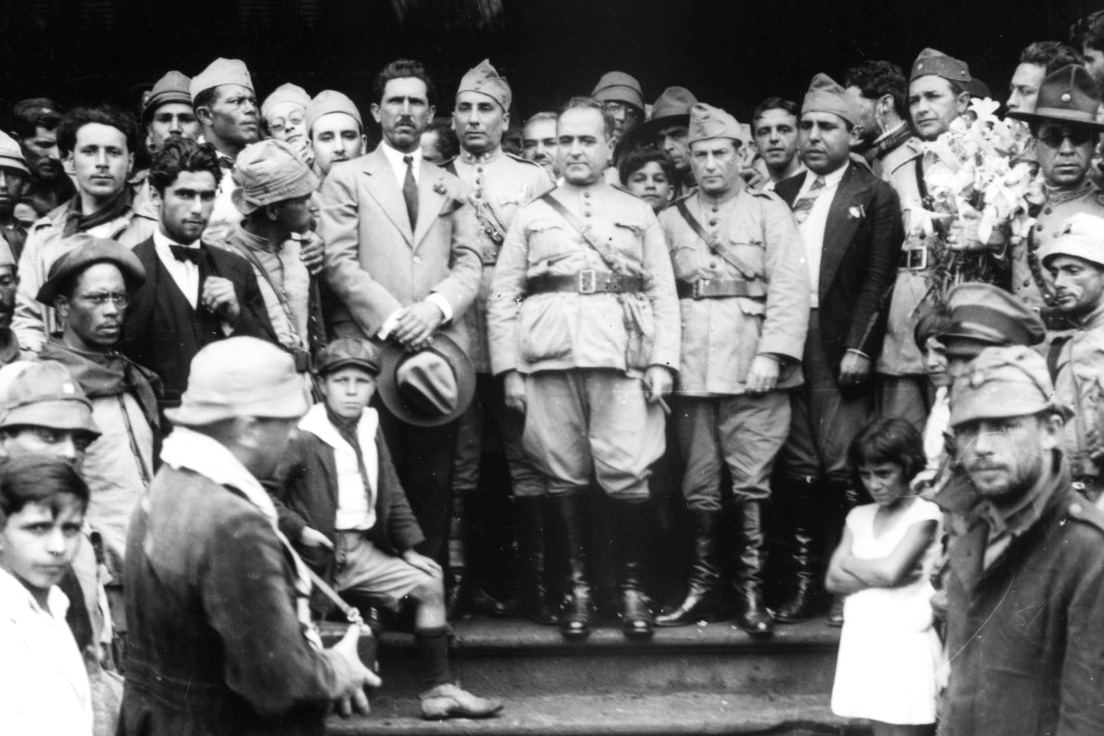
Getúlio Vargas, com outros líderes da Revolução de 1930, em Itararé, São Paulo, logo após a derrubada de Washington Luís.

A chamada "revolução de 1930" foi o movimento armado, liderado pelos estados de Minas Gerais, Paraíba e Rio Grande do Sul, que culminou com o golpe de Estado que depôs o presidente da república Washington Luís em 24 de outubro de 1930, impediu a posse do presidente eleito Júlio Prestes e pôs fim à República Velha.
Com a quebra da Bolsa de Nova Iorque ocorrida em outubro de 1929, inicia-se uma crise econômica de escala mundial, esmagando todas as economias com alguma participação nos mercados internacionais, caso do Brasil e suas exportações de café. Em 1929, lideranças da oligarquia paulistana romperam a aliança com os mineiros, conhecida como política do café-com-leite, e indicaram o paulista Júlio Prestes como candidato à presidência da República. Em reação, o Governador de Minas Gerais, Antônio Carlos Ribeiro de Andrada apoiou a candidatura oposicionista do gaúcho Getúlio Vargas.
Em 1 de março de 1930, foram realizadas as eleições para presidente da República que deram a vitória ao candidato governista, que era o governador do estado de São Paulo, Júlio Prestes. Porém, ele não tomou posse, em virtude do golpe de estado desencadeado a 3 de outubro de 1930, e foi exilado. Getúlio Vargas assumiu a chefia do "Governo Provisório" em 3 de novembro de 1930, data que marca o fim da República Velha no Brasil.

## Governo Provisório (1930–1934)

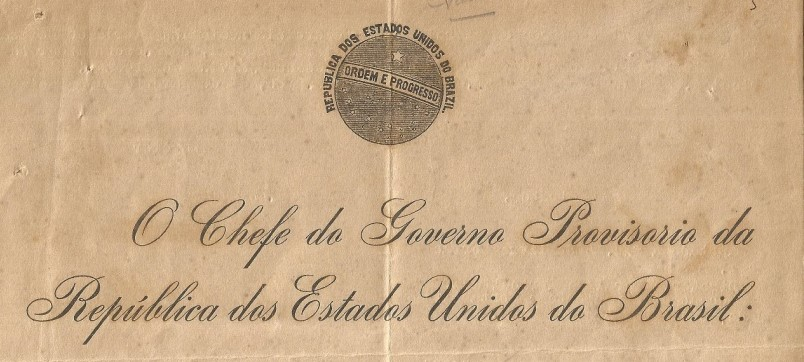
Logomarca e timbre do governo provisório de Getúlio Vargas.

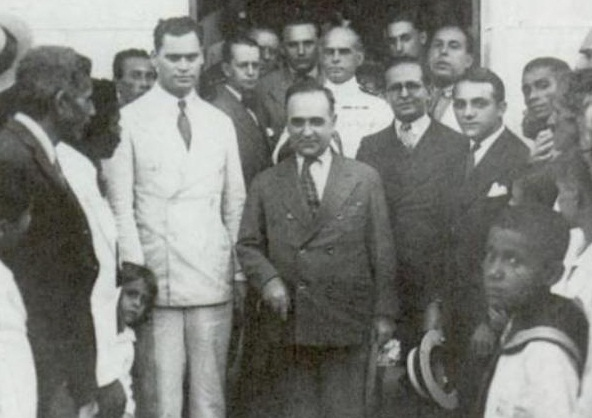
Juarez Távora, Getúlio Vargas e o então interventor da Bahia, Juracy Magalhães, um ano após a vitória da Revolução de 1930. Os dois romperam com Getúlio depois do Golpe de 1937.

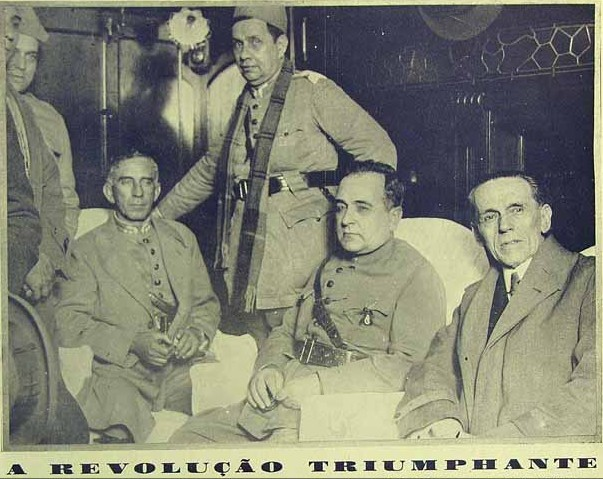
Fotografia publicada pela revista Paratodos com o título: A Revolução Triumphante. Ao centro: Miguel Costa, Góis Monteiro e Getúlio Vargas.

Às 3 horas da tarde de 3 de novembro de 1930, a Junta Militar Provisória passou o poder, no Palácio do Catete, a Getúlio Vargas, (que vestia farda militar pela última vez na vida), encerrando a chamada República Velha. No discurso de posse, Getúlio estabelece 17 metas a serem cumpridas pelo Governo Provisório. Na mesma hora, no centro da cidade do Rio de Janeiro, os soldados gaúchos cumpriam a promessa de amarrar os cavalos no obelisco da Avenida Central, atual Avenida Rio Branco, marcando simbolicamente o triunfo da Revolução de 1930. Dos principais tenentes de 1930, o único a estar presente ao ato foi o tenente João Cabanas que aparece nas fotografias do evento. Esse gesto dos gaúchos foi cantado por Almirante, numa marchinha de Lamartine Babo chamada O barbado foi-se: 
"O Rio Grande sem correr o menor risco, amarrou, por telegrama, o cavalo no obelisco". 
E a letra dizia ainda: 
"De sul a norte, todos viram a intrepidez de um Brasil Brasil heroico e forte a raiar no dia 3... A Paraíba terra santa, terra boa, finalmente está vingada, salve o grande João Pessoa..."Doutor Barbado" foi-se embora, não volta mais".
Getúlio reconheceu, em um discurso agradecendo o apoio do povo mineiro a ele, (discurso publicado em A Nova Política do Brasil, volume 1, página 93), em Belo Horizonte, em 23 de fevereiro de 1931, a primazia de Antônio Carlos Ribeiro de Andrada como o primeiro político a intuir que uma revolução se aproximava. Getúlio reconheceu também Antônio Carlos como o político que lançou sua candidatura a presidente: 
"Queria expressar-vos, pessoalmente, o meu profundo reconhecimento pela espontaneidade e entusiasmo com que o povo mineiro aceitou minha candidatura sugerida pela palavra, nesse momento precursora, de Antônio Carlos, o primeiro que, numa clarividente certeza, vislumbrou na curva longínqua do horizonte, a borrasca revolucionária".
Getúlio tornou-se Chefe do Governo Provisório com amplos poderes. Os revolucionários não aceitavam o título "Presidente da República". Seu governo provisório foi o segundo da república. O primeiro governo provisório fora o de Deodoro da Fonseca. Getúlio governava através de decretos que tinham força de lei. Esses decretos sempre começavam assim: "- O 'Chefe do Governo Provisório' da República dos Estados Unidos do Brasil, considerando que:..." No dia 11 de novembro de 1930 foi baixado o decreto nº 19.398 que instituiu e regulamentou o funcionamento do Governo Provisório.
Entretanto, como o próprio Getúlio confirma no Diário, no dia 4 de dezembro de 1932, nada foi encontrado de irregularidades e de corrupção naquele regime deposto em 1930, motivo pelo qual, mais tarde, surgiria a expressão: "os honrados políticos da República Velha". O Tribunal Especial foi dissolvido, em 1932, sem ter condenado ninguém.
Houve, no início do Governo Provisório, uma espécie de "comando revolucionário", denominado oficialmente de Conselho Nacional Consultivo, criado pelo decreto que regulamentou o Governo Provisório, e que recebeu o apelido de "Gabinete Negro", do qual faziam parte Getúlio Vargas, Pedro Ernesto, o general José Fernandes Leite de Castro, Ari Parreiras, Osvaldo Aranha, Góis Monteiro, José Américo de Almeida, Juarez Távora e o tenente João Alberto Lins de Barros, (quando este, que era interventor federal em São Paulo, ia ao Rio de Janeiro), entre outros. O "Gabinete Negro" se sobrepunha ao gabinete ministerial, tomava as decisões e definia os rumos da revolução.
Em 12 de dezembro de 1930, através do decreto nº 19 482, é fortemente restringida a entrada de imigrantes no Brasil, medida que vigorou até 1933, para evitar o aumento do número de desempregados, na época, chamados de sem-trabalho, e também exigido, por este decreto, que todas as empresas brasileiras tenham, pelo menos, 2/3 de trabalhadores brasileiros em seus quadros, (a "Lei dos 2/3"), para proteger o trabalhador nacional.
Em 19 de março de 1931, pelo decreto nº 19 770, é regulamentada a sindicalização das classes patronais e operárias, tornando-se obrigatória a aprovação dos estatutos dos sindicatos trabalhistas e patronais pelo Ministério do Trabalho.
Getúlio conseguiu o restabelecimento de relações amistosas entre o estado brasileiro e a Igreja Católica, muito influente naquela época, e que estava rompida com o governo brasileiro desde o advento da república e do casamento civil. O restabelecimento do ensino religioso nas escolas públicas, em 30 de abril de 1931, pelo decreto nº 19 941, facilitou esta reconciliação com a Igreja Católica.
Realizaram-se seguidas e grandes queimas de café, de 1931 até 1943, em um total estimado entre 50 e 70 milhões de sacas, em Santos, e em outros portos, para a valorização do preço do café, o qual tinha caído muito durante a Grande Depressão de 1929. O total de sacas de café queimadas equivalia a 4 anos da produção nacional.

### Revolução de 1932

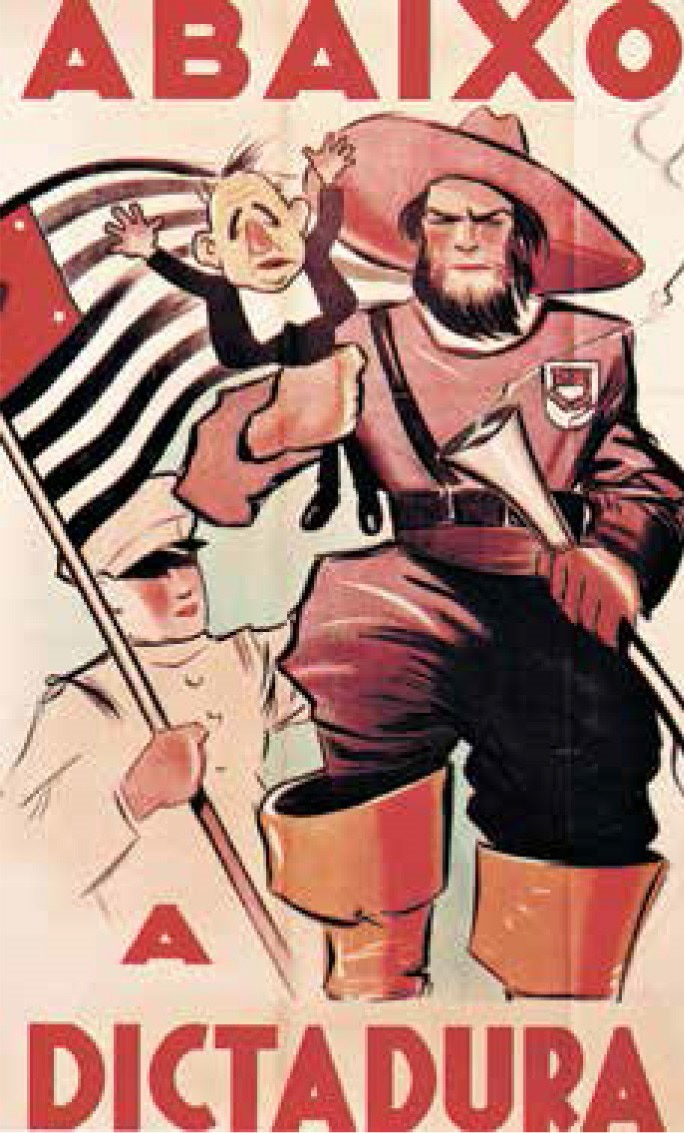
Paulistas contra Getúlio durante a Revolução Constitucionalista de 1932.

Em 9 de julho de 1932, eclodiu a Revolução Constitucionalista em São Paulo estendendo-se até o dia 2 de outubro de 1932. Desde 1997, pela lei estadual paulista nº 9 497, o dia 9 de julho é feriado estadual em São Paulo, relembrando a data. Os paulistas consideravam que São Paulo estava sendo tratado como terra conquistada e sentiam que a Revolução de 1930 fora feita contra São Paulo. Júlio Prestes tinha obtido, em 1930, 90% dos votos em São Paulo. Getúlio tivera 10% dos votos em São Paulo, devido ao apoio do Partido Democrático. Após a Revolução de 1930, São Paulo estava sendo governado por tenentes de outros estados. O tenente-interventor que os paulistas mais detestaram foi João Alberto Lins de Barros, chamado pejorativamente, pelos paulistas, de "o pernambucano". Outro interventor militar foi o general Manuel Rabelo, que era muito ligado a João Alberto, que continuava interferindo em São Paulo.
O estopim da revolta paulista foram as mortes de quatro estudantes paulistas, assassinados no centro de São Paulo, por partidários de Getúlio Vargas, em 23 de maio de 1932: Mário Martins de Almeida, Euclides Miragaia, Dráusio Marcondes de Sousa e Antônio Camargo de Andrade (cujos nomes vieram a formar a sigla M.M.D.C. - Miragaia, Martins, Dráusio e Camargo). Neste dia a população saíra às ruas protestando contra a presença do ministro Osvaldo Aranha em São Paulo e Pedro de Toledo montou um novo secretariado de governo (o chamado secretariado de 23 de maio) sem a interferência dos tenentes e de Osvaldo Aranha.
O movimento deflagrou a revolução de 1932. Em 9 de julho, inicia-se o movimento constitucionalista. Foi montado um grande contingente de voluntários civis e militares que travaram uma luta armada contra o "Governo Provisório", chamado pelos paulistas de A ditadura. Em 12 de agosto de 1932 faleceu Orlando de Oliveira Alvarenga, também alvejado em 23 de maio. O dia 23 de maio é relembrado em São Paulo como o Dia do Soldado Constitucionalista. Na região do atual estado do Mato Grosso do Sul foi criado o Estado de Maracaju, que apoiava São Paulo. Abalado com a guerra após a notícia de que um bombardeio aéreo teria sido manobrado pelo governo contra os subversivos, o aviador Santos Dumont comete suicídio no dia 23 de julho.
Iniciado em 9 de julho, a Revolução Constitucionalista se estendeu até 2 de outubro de 1932, quando foi derrotada militarmente. Terminada a Revolução de 1932, Getúlio Vargas se reconcilia com São Paulo e, depois de várias negociações políticas, nomeia um civil e paulista que apoiara a Revolução de 1930 para interventor em São Paulo, Armando de Sales Oliveira.
Em 1938, Getúlio participou pessoalmente da inauguração da Avenida 9 de Julho, em São Paulo, e nomeou um ex-combatente de 1932 para interventor federal em São Paulo: o médico Ademar Pereira de Barros, que pertenceu ao Partido Republicano Paulista. Para suceder a Ademar de Barros, Getúlio nomeou Fernando de Sousa Costa, que fora secretário de agricultura de Júlio Prestes quando este governou São Paulo de 1927 a 1930. Na versão do Governo Provisório, a Revolução de 1932 não era necessária, pois as eleições já teriam data marcada para ocorrer. Mas, segundo os paulistas, não teria havido redemocratização do Brasil, se não fosse o Movimento Constitucionalista de 1932.

### Eleição e nova constituição
O término da revolução constitucionalista marcou o início de um período de democratização do Brasil. Em 3 de maio de 1933, foram realizadas eleições para a Assembleia Nacional Constituinte, quando as mulheres votaram pela primeira vez no Brasil em eleições nacionais. O voto feminino já havia sido instituído no Rio Grande do Norte, em 1928. Nesta eleição, graças à criação da Justiça Eleitoral, as fraudes deixaram de ser rotina nas eleições brasileiras. Também, nesta eleição de 3 de maio de 1933, houve pela primeira vez em eleições nacionais o voto secreto, que havia sido introduzido no Brasil pelo presidente de Minas Gerais, Antônio Carlos de Andrada, em 1929, para uma eleição suplementar para vereador em Belo Horizonte.

Foi instalada em 15 de novembro de 1933 a Assembleia Nacional Constituinte, presidida por Antônio Carlos de Andrada, que promulgou uma nova Constituição em 16 de julho de 1934. Nesta data, a reconciliação com os paulistas já se solidificara, anotando Getúlio no Diário: 
"Instalação da Constituinte... protestos, impugnações, atitude serena e firme da bancada paulista, afastando debates de natureza política das cogitações da constituinte."
Constituição era tida como progressista para uns e para Getúlio: "Impossível de se governar com ela!" A principal crítica feita por Getúlio à Constituição de 1934 referia-se ao seu caráter inflacionário, pois calculava-se que se todas as nacionalizações de bancos e de mina fossem feitas e se todos os direitos sociais nela previstos fossem implantados, os custos para as empresas privadas, as despesas do governo e o déficit público se elevariam muito. Uma das grandes despesas que o governo teria, que era prevista na constituição de 1934, no seu artigo 138, era que o Estado deveria: "socorrer as famílias de prole numerosa", que constituíam a maioria das famílias brasileiras daquela época. A segunda crítica que o governo de Getúlio fazia à Constituição de 1934 era de que ela, sendo liberal demais, não permitia adequado combate à subversão.
O "Governo Provisório" havia criado, em 1933, uma comissão de juristas, a "Comissão do Itamaraty", para elaborar um anteprojeto de constituição, o qual previa um poder executivo federal forte e centralizador, ao gosto de Getúlio. Porém a Constituição de 1934, acabou sendo descentralizadora, dando certa autonomia aos estados federados. Foram extintos os senados estaduais que jamais voltaram a existir. No dia seguinte à promulgação da nova constituição, 17 de julho de 1934, ocorreu uma eleição indireta para a presidência da república: o Congresso Nacional elegeu Getúlio Vargas como Presidente da República, derrotando Borges de Medeiros, que desde 1931 fazia oposição a Getúlio, e outros candidatos. Getúlio teve 173 votos, contra 59 votos dados a Borges de Medeiros. Os paulistas votaram em Borges de Medeiros, contrariando a orientação do interventor federal Armando de Sales Oliveira.

## Governo Constitucional (1934–1937)

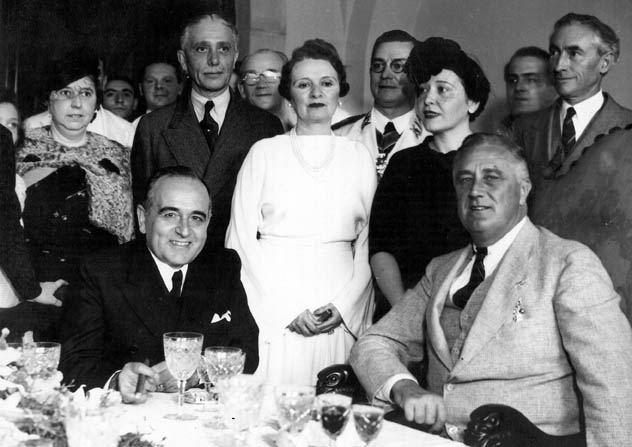
Vargas e Franklin D. Roosevelt, presidente dos Estados Unidos.

O novo mandato presidencial de Getúlio iniciou no dia 20 de julho de 1934, quando tomou posse no Congresso Nacional, jurando a nova constituição. Getúlio deveria governar até 3 de maio de 1938. Não havia, na constituição de 1934, a figura do vice-presidente. Os estados fizeram, depois, suas constituições, e muitos interventores se tornaram governadores, eleitos pelas assembleias legislativas, o que significou uma ampla vitória, nos estados, dos partidários de Getúlio.
Foi sancionada, em 4 de abril de 1935, a lei nº 38, que definia os crimes contra a ordem política e social, que possibilitou maior rigor no combate à subversão da ordem pública. Ficou conhecida como Lei de Segurança Nacional. Em 22 de julho de 1935, foi criado um programa oficial de rádio com notícias do governo: a "Hora do Brasil" depois denominada "Voz do Brasil", existente ainda hoje.
Em 31 de agosto de 1935, Getúlio Vargas vai à cidade mineira de João Monlevade lançar a pedra fundamental da Companhia Siderúrgica Belgo-Mineira, "filha" da primeira usina siderúrgica do Brasil, também em João Monlevade. Neste período de governo de Getúlio, cresceu muito a radicalização político-ideológica no Brasil, especialmente entre a Ação Integralista Brasileira (AIB), de inspiração fascista, liderada por Plínio Salgado, e a Aliança Nacional Libertadora (ANL), movimento dominado pelo Partido Comunista do Brasil (PCB), pró-soviético. O fechamento da ANL, através de decreto nº 229 de 11 de julho de 1935, determinado por Getúlio Vargas, bem como a prisão de alguns dos partidários, precipitaram as conspirações que levaram à Intentona Comunista em 24 de novembro de 1935 no nordeste do Brasil e a 27 de novembro de 1935 na capital federal Rio de Janeiro.
A partir da Intentona Comunista, foram decretados várias vezes o estado de sítio e o estado de guerra, no país, por Getúlio Vargas, assim como endurecidas as leis que visavam combater a subversão. A Lei de Segurança Nacional foi reforçada, em 14 de dezembro de 1935, pela lei nº 136, que definia novos crimes contra a ordem pública. Em 18 de dezembro de 1935, são promulgadas três emendas à Constituição de 1934, dando mais poderes ao Estado Brasileiro no combate à subversão.
Em 17 de janeiro de 1936, é sancionada a lei nº 192, visando limitar o poderio militar dos estados, subordinando as polícias militares ao Exército Brasileiro, limitando os efetivos e proibindo-as de possuírem artilharia, aviação e carro de combate. Este armamento pesado que as policias estaduais possuíam foi entregue ao Exército Brasileiro. Foi criado, em 11 de setembro de 1936, pela lei nº 244, um tribunal especial para julgar os revolucionários da Intentona Comunista, chamado de "Tribunal de segurança nacional". Cresceu muito, neste período, a instabilidade política no Brasil. Tudo isto levou Getúlio, com amplo apoio dos militares, a implantar o Estado Novo.

Em novembro de 1936, é criada a Carteira de Crédito Agrícola e Industrial do Banco do Brasil, a qual, pela lei nº 454, de 9 de julho de 1937, passou a captar recursos no mercado de capitais e nos fundos de pensões, para financiamento da agricultura e da pecuária. Em 11 de junho de 1937 é estatizado o Lloyd Brasileiro, pelo decreto nº 1.708, que explorava a navegação de cabotagem de médio e longo curso, dando início a um período longo de estatizações que se prolongou, no Brasil, até à década de 1980. O Lloyd foi encampado com o objetivo de enfrentar o cartel dos fretes marítimos, tendo Getúlio dito, no discurso de lançamento de sua candidatura e da Plataforma da Aliança Liberal, em 2 de janeiro de 1930: 
"As vantagens da existência de várias empresas de cabotagem, entretanto são anuladas pelo truste oficial dos fretes que torna impossível a livre concorrência". A encampação do LLoys tinha sido autorizada pela lei nº 420 de 10 de abril de 1937.
A partir do final de 1936, o cenário político passa a ser dominando pela sucessão presidencial. Em maio de 1937, Getúlio registra várias vezes, no "Diário", que tentara a conciliação entre os dois candidatos a presidente da república (Armando Sales e José Américo de Almeida). Relata um encontro com Flores da Cunha, no qual, Getúlio e Flores: 
"Tratamos da sucessão presidencial, nem um nem outro tínhamos candidato. Desejo de conciliação em termos gerais. Palestra cordial". E no dia 21 de maio registra: "Falta saber se os adeptos da candidatura Armando Sales aceitarão outro candidato, havendo conciliação geral, ou se manterão essa candidatura, isto é, se haverá candidato único e conciliação geral, ou luta entre dois candidatos".

## Estado Novo (1937–1945)

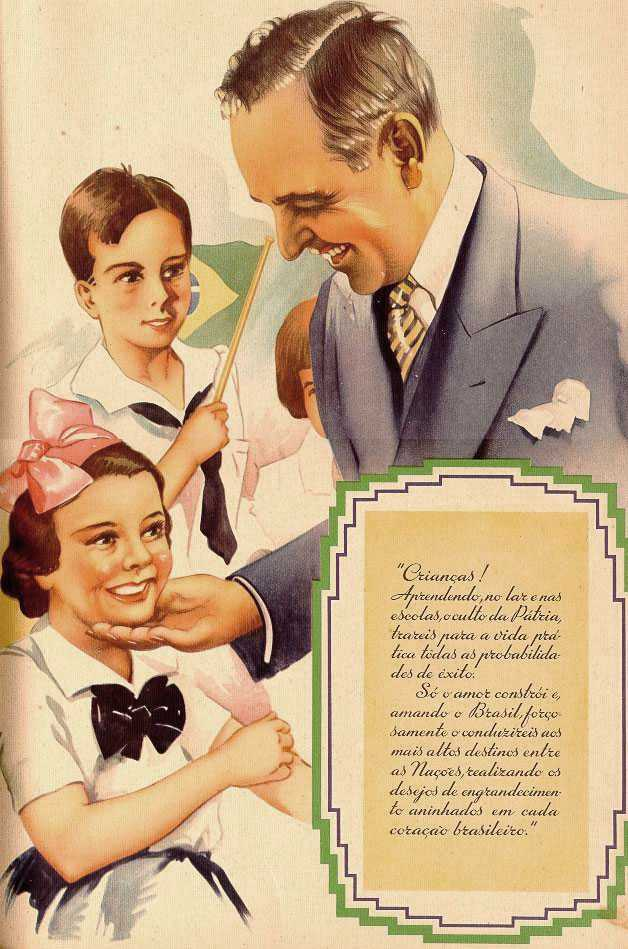
Propaganda do Estado Novo, mostrando Getúlio Vargas ao lado de crianças, símbolos do futuro do Brasil.

Em 30 de setembro de 1937, enquanto eram aguardadas as eleições presidenciais marcadas para janeiro de 1938, a ser disputadas por José Américo de Almeida, Armando de Sales Oliveira, ambos apoiadores da revolução de 1930, e por Plínio Salgado, foi denunciada, pelo governo de Getúlio, a existência de um suposto plano comunista para tomada do poder. Este plano ficou conhecido como Plano Cohen. Foi posteriormente acusado de ter forjado tal plano, um adepto do integralismo, o capitão Olímpio Mourão Filho, o mesmo que daria início ao Golpe de Estado no Brasil em 1964.
Getúlio, em 10 de novembro de 1937, através de um golpe de Estado, instituiu o Estado Novo em um pronunciamento em rede de rádio, no qual lançou um Manifesto à nação, no qual dizia que o Estado Novo tinha como objetivo "reajustar o organismo político às necessidades econômicas do país". O Estado Novo era favorável à intervenção do Estado na atividade econômica, como afirmou: "É a necessidade que faz a lei: tanto mais complexa se torna a vida no momento que passa, tanto maior há de ser a intervenção do estado no domínio da atividade privada".
No dia do golpe de Estado, Vargas fez um pronunciamento determinando o fechamento do Congresso Nacional do Brasil e outorgou uma nova constituição, a Constituição de 1937, que lhe conferia o controle total do poder executivo e lhe permitia nomear, para os estados, interventores a quem deu ampla autonomia para a tomada de decisões. Essa constituição, elaborada por Francisco Campos, ficou conhecida como "a Polaca", por se ter inspirado na constituição vigente na Polônia naquela época. Os partidos políticos foram extintos em 2 de dezembro de 1937, pelo decreto-lei nº 37. No dia 4 de dezembro são queimadas, numa grande cerimônia cívica, na Esplanada do Russel, no Rio de Janeiro, as bandeiras dos estados federados, os quais foram proibidos de terem bandeira e os demais símbolos estaduais. O Estado Novo era contra qualquer demonstração de regionalismo, e assim Getúlio se expressou sobre este tema em 1939: "Não temos mais problemas regionais; Todos são nacionais, e interessam ao Brasil inteiro". O governo implementava a censura à imprensa e a propaganda do regime através do DIP, Departamento de Imprensa e Propaganda, criado pelo decreto-lei nº 1 915, de 27 de dezembro de 1939.
A mais forte crítica a essa repressão se refere a torturas ocorridas na Chefatura de Polícia da cidade do Rio de Janeiro, durante a gestão de Filinto Müller (1933-1942), e se generalizaram as acusações, por alguns críticos do Estado Novo, como tendo ocorrido tortura em todo o Brasil, embora nenhum estudo afirme que Getúlio tinha conhecimento das torturas ou ordenasse as torturas que ocorreram na Chefatura de Polícia da cidade do Rio de Janeiro durante o Estado Novo. As torturas sofridas por Pagu, Carlos Marighella e Joaquim Câmara Ferreira, que perdeu as unhas na prisão, são os relatos mais proeminentes.
Durante o período, foram criados o Conselho Nacional do Petróleo, o Departamento Administrativo do Serviço Público pelo decreto-lei nº 579, de 30 de julho de 1938, com o objetivo de racionalizar a administração pública e que foi extinto, pelo decreto nº 93 211, de 3 de setembro de 1986, a Companhia Siderúrgica Nacional.

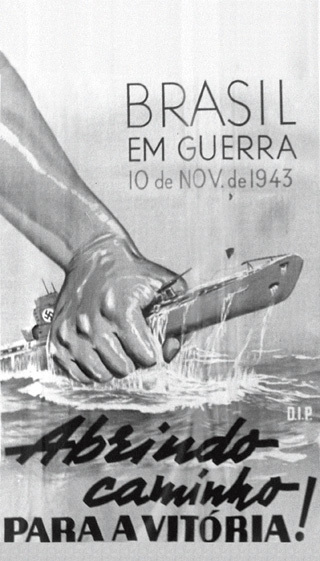
Propaganda brasileira anunciando a declaração de guerra às potências do Eixo em 10 de novembro de 1943.

Com o início da Segunda Guerra Mundial, em 1 de setembro de 1939, Getúlio Vargas e os militares mantiveram um posicionamento neutro até 1941. No início de 1942, durante a Conferência Panamericana no Rio de Janeiro, os países do continente com exceção da Argentina, decidem condenar o ataque japonês em Pearl Harbor, e as declarações de guerra unilaterais da Alemanha e Itália contra os EUA, rompendo relações diplomáticas com estes países (Alemanha nazista, Itália fascista e Império do Japão). Embora os Estados Unidos estivessem preparados para invadir o nordeste brasileiro (o Plan Rubber), caso os brasileiros não cedessem bases no seu litoral norte-nordeste, o Brasil já havia através de acordos firmados no segundo semestre do ano anterior concordado com tais cessões, em troca de vantagens comerciais e intercâmbio militar.

Em represália, Alemanha e Itália estenderam sua guerra submarina às nações americanas signatárias de tal solidariedade diplomática para com os EUA, entre elas o Brasil. A tensão entre Brasil e as potências europeias do Eixo aumentou ao longo do ano de 1942, com submarinos do eixo afundando navios mercantes brasileiros e forças aeronavais brasileiras atacando tais submarinos, em retaliação. Em agosto daquele ano, após o submarino alemão U-507 efetuar o afundamento de vários navios mercantes brasileiros num espaço de poucos dias, causando centenas de mortes civis e comoção nacional, Vargas declara estado de guerra contra Alemanha e Itália no dia 31 de agosto de 1942.
Após 2 anos de preparação, pressão popular e negociação com autoridades americanas, uma Divisão de Infantaria completa (cerca de 25 mil pracinhas, incluindo rodízios e substituições necessárias para que a divisão conseguisse manter na frente de batalha cerca de 12 mil homens), batizada da Força Expedicionária Brasileira (FEB, ou também 1ª DIE), foi enviada em várias etapas a partir de julho de 1944, para combater na Campanha da Itália. Lá a divisão brasileira junto a outras 19 divisões aliadas de diversas nacionalidades, tomou parte ativa a partir de meados de setembro daquele ano (a partir de novembro como divisão completa), das duas últimas fases da Campanha italiana: do lento rompimento da Linha Gótica, e da última ofensiva aliada naquele front.
Com o fim da Segunda Guerra Mundial e a volta dos pracinhas, começou a haver grande pressão política para o fim do Estado Novo. Surgiu, então, um movimento chamado queremismo liderado pelo empresário Hugo Borghi, que usava os slogans "Queremos Getúlio" e "Constituinte com Getúlio". Ou seja, propunham que primeiro se fizesse uma nova constituição e só depois se fizesse eleição para a presidência da república. O crescimento do queremismo precipitou a queda de Getúlio. Getúlio Vargas renunciou em 29 de outubro de 1945 pelos mesmos militares (como Góis Monteiro e Dutra), que o haviam levado ao poder e apoiado durante os últimos 15 anos. Com a realização de eleições federais na sequência, terminava o estado Novo.

## Legados

### Político

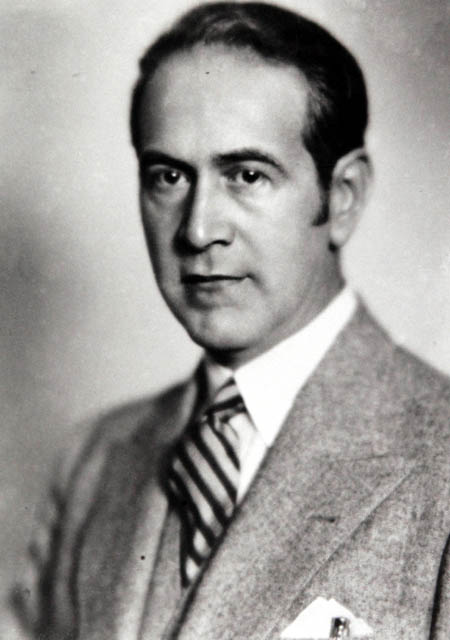
Osvaldo Aranha, Ministro das Relações Exteriores do governo Vargas de 1938 até 1944, presidiu a Assembleia Geral da ONU em 1947, para a criação do Estado de Israel.

Jango, um "herdeiro" de Getúlio Vargas que chegou à presidência.

A partir de Getúlio Vargas, dois dos estados que fizeram a Revolução de 1930 tomaram o comando da política nacional. Todos os presidentes de 1930 até 1964, são gaúchos ou mineiros, excetuando-se Eurico Dutra, e, por alguns meses apenas, os presidentes Café Filho, Nereu Ramos e Jânio Quadros. Nos 50 anos seguintes à Revolução de 1930, mineiros e gaúchos estiveram na presidência da república por 41 anos. Com a queda de Washington Luís acaba o ciclo de presidentes maçons. Onze dos presidentes da república, na república velha, eram membros da maçonaria. Nos 60 anos seguintes a 1930, maçons ocupariam a presidência por meses apenas: Nereu Ramos e Jânio Quadros.
Três ex-ministros de Getúlio chegaram à presidência da república: Eurico Gaspar Dutra, João Goulart e Tancredo Neves, este não chegando a assumir o cargo. Três tenentes de 1930 chegaram à presidência da república: Castelo Branco, Médici e Geisel. O gabinete ministerial de Castelo Branco, primeiro presidente do Golpe de 1964 era formado basicamente por antigos componentes do tenentismo, como Cordeiro de Farias, Eduardo Gomes, Juraci Magalhães, Juarez Távora, Ernesto Geisel e o próprio Castelo Branco.
Um filho de um tenente de 1930 ocupou a presidência por oito anos: Fernando Henrique Cardoso, e um neto de Lindolfo Collor, revolucionário e ministro de 1930, Fernando Collor de Mello, também chegou à presidência da República. O ex-tenente Juarez Távora foi o segundo colocado nas eleições presidenciais de 1955, e o ex-tenente Eduardo Gomes, o segundo colocado, em 1945 e 1950. Ambos foram candidatos da UDN, o que mostra também a influência dos ex-tenentes na UDN, partido este que tinha ainda, entre os líderes, o ex-tenente Juraci Magalhães, que quase foi candidato a presidente em 1960.[carece de fontes?]
O vizinho rural de Getúlio Vargas em São Borja, João Goulart, que Getúlio iniciou na política, também chegou à presidência. O afilhado político e cunhado de João Goulart, Leonel Brizola, do qual Getúlio foi padrinho de casamento e grande incentivador e "professor" na política, também ocupou lugar de destaque na política brasileira do século XX, e se candidatou à Presidência da República por duas vezes. Leonel Brizola foi o único cidadão a ser eleito para governar dois estados diferentes: o Rio Grande do Sul entre 1959 e 1962 e o Rio de Janeiro por duas vezes: de 1983 a 1987 e de 1991 a 1994.
Porém, em São Paulo, sua votação para a presidência da república nunca passava de 2% dos votos, correspondentes ao número de gaúchos e carioca radicados em São Paulo, o que foi atribuído ao fato de que São Paulo continua avesso ao getulismo. Os partidos fundados por Getúlio Vargas, o PSD (partido dos ex-interventores no Estado Novo e intervencionista na economia) e o antigo PTB, dominaram a cena política de 1945 até 1964. O PSD, a UDN e o PTB, os maiores partidos políticos daquele período, eram liderados por mineiros (PSD e UDN) e por gaúchos (o PTB).[carece de fontes?]
Por outro lado, os partidos políticos, criados por paulistas, neste período de 1945 a 1964, O PSP de Ademar de Barros, o PTN e o PST de Hugo Borghi e o Partido Agrário Nacional de Mário Rolim Teles, não conseguiram se firmar fora de São Paulo. Os interventores do Estado Novo nos estados, na sua maioria, tornaram-se governadores eleitos de seus estados, pelo PSD, o que demonstra a continuidade política do Estado Novo.
Sobre Ademar de Barros, Getúlio disse à Revista do Globo:
| “ | A escolha de Ademar de Barros para a interventoria em São Paulo foi uma prova de meu esforço de dar ao Brasil novos líderes. Ademar fora me apresentado não me recordo por quem (Benedito Valadares) e passara a visitar-me frequentemente no palácio, trazendo notícias de São Paulo. Ora vinha com uma novidade sobre a política ora com detalhes sobre o progresso da indústria no estado bandeirante. Com o tempo as visitas se tornaram mais repetidas de sorte que eu ficava ao par de tudo o que acontecia em São Paulo....(Em São Lourenço), convidei-o apenas para interventor e tracei-lhe as diretrizes que deveria tomar. Não o conhecia muito bem e, era necessário, portanto, fazer-lhe algumas observações. (O repórter pergunta se Ademar foi indicado por alguém): - Não, Mas eu suspeito que ele era protegido de Filinto (Müller). | ” |

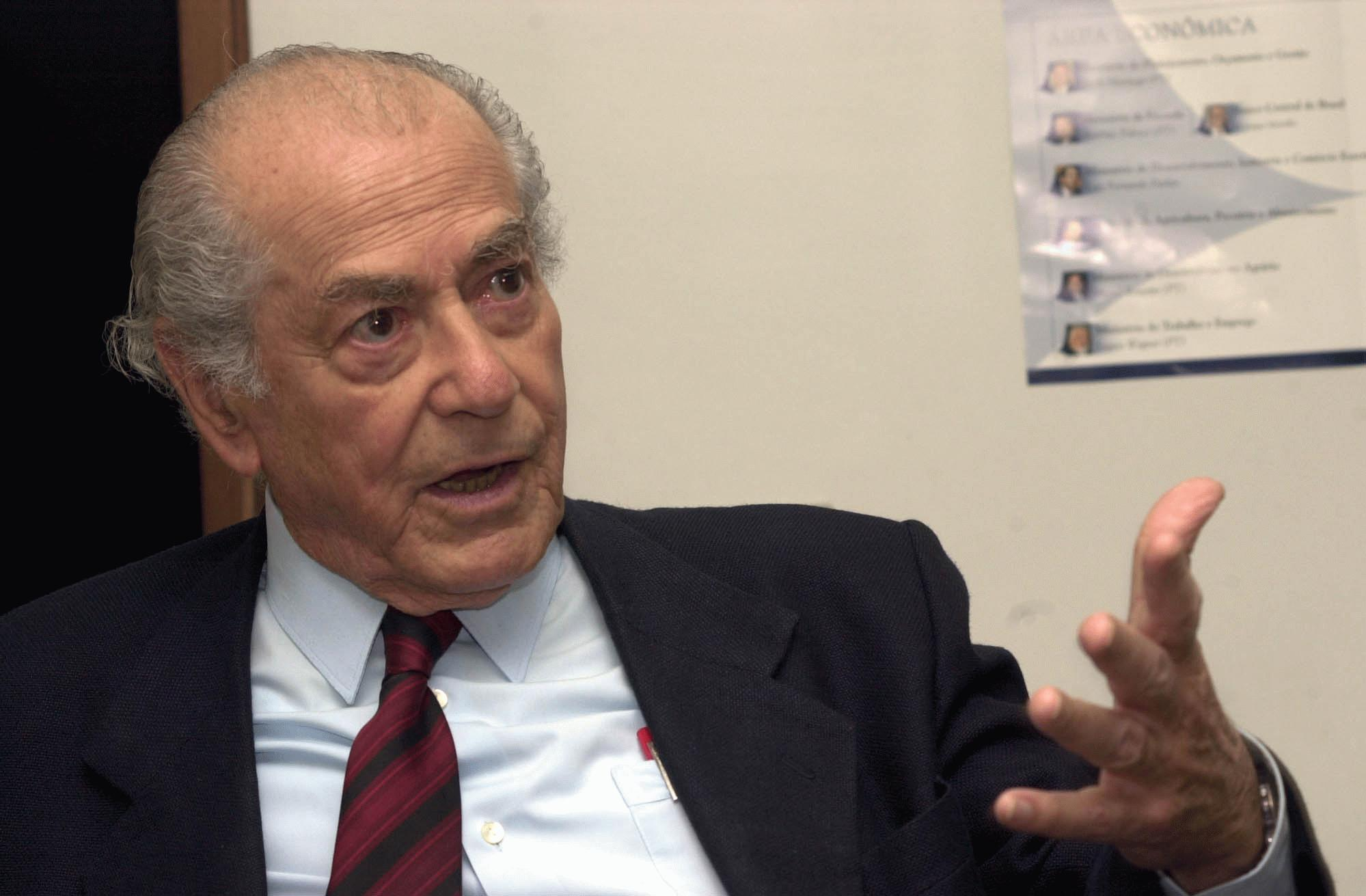
Leonel Brizola foi considerado o "último herdeiro de Getúlio Vargas". Getúlio até apadrinhou o seu casamento, em 1950.

Antes de 1930, cada estado da federação se unia apoiando um único candidato à presidência da República que melhor defenderia o interesse do estado. Após 1930, cada eleição presidencial faz os estados se dividirem internamente. A política não se fez mais, a partir de 1945, em torno dos interesses de cada estado, mas sim em torno de nomes e partidos políticos organizados a nível nacional. O caso mais significativo de divisão interna de um estado foi a eleição presidencial de 1989 quando São Paulo lançou 5 candidatos, sendo que todos os 5 foram derrotados por Fernando Collor.[carece de fontes?]
Desde a eleição de Júlio Prestes em 1930, nenhum cidadão nascido em São Paulo foi eleito presidente da república. Após 1930, paulistas ocuparam a presidência da república por alguns dias apenas: Ranieri Mazzilli, Ulisses Guimarães e Michel Temer. Presidentes considerados "de São Paulo", como Fernando Henrique Cardoso e Luiz Inácio Lula da Silva, que só chegaram ao poder 60 anos após a Revolução de 1930, são, respectivamente, carioca e pernambucano, embora FHC (Fernando Henrique Cardoso) tenha vivido desde a adolescência na capital paulista e tenha se formado na Universidade de São Paulo, e Lula tenha vivido em São Paulo desde os sete anos de idade.[carece de fontes?]

Após 1930, os líderes políticos locais passaram, aos poucos, a serem oriundos dos profissionais liberais, entrando em franca decadência o líder local típico da República Velha, o "coronel", geralmente um proprietário rural. Juscelino Kubitschek disse sobre ele: 
"Vargas dirigiu a Nação por período equivalente ao da maturidade de um homem público. Uma espantosa atividade política, sem paralelo em nossa história republicana".

#### Novo estilo
Apesar de quinze anos (1930 - 1945) não serem um período longo, em se tratando de carreira política, raríssimos foram os políticos da República Velha que conseguiram retomar suas carreiras políticas depois da queda de Getúlio em 1945. A renovação do quadro político foi quase total. Renovação tanto de pessoas quanto da maneira de se fazer política. Mesmo os poucos sobreviventes da República Velha, que voltaram à política após 1945, jamais voltaram a ter o poder que tinham antes de 1930, como foi o caso de Artur Bernardes, do dr. Altino Arantes e de Otávio Mangabeira.[carece de fontes?]

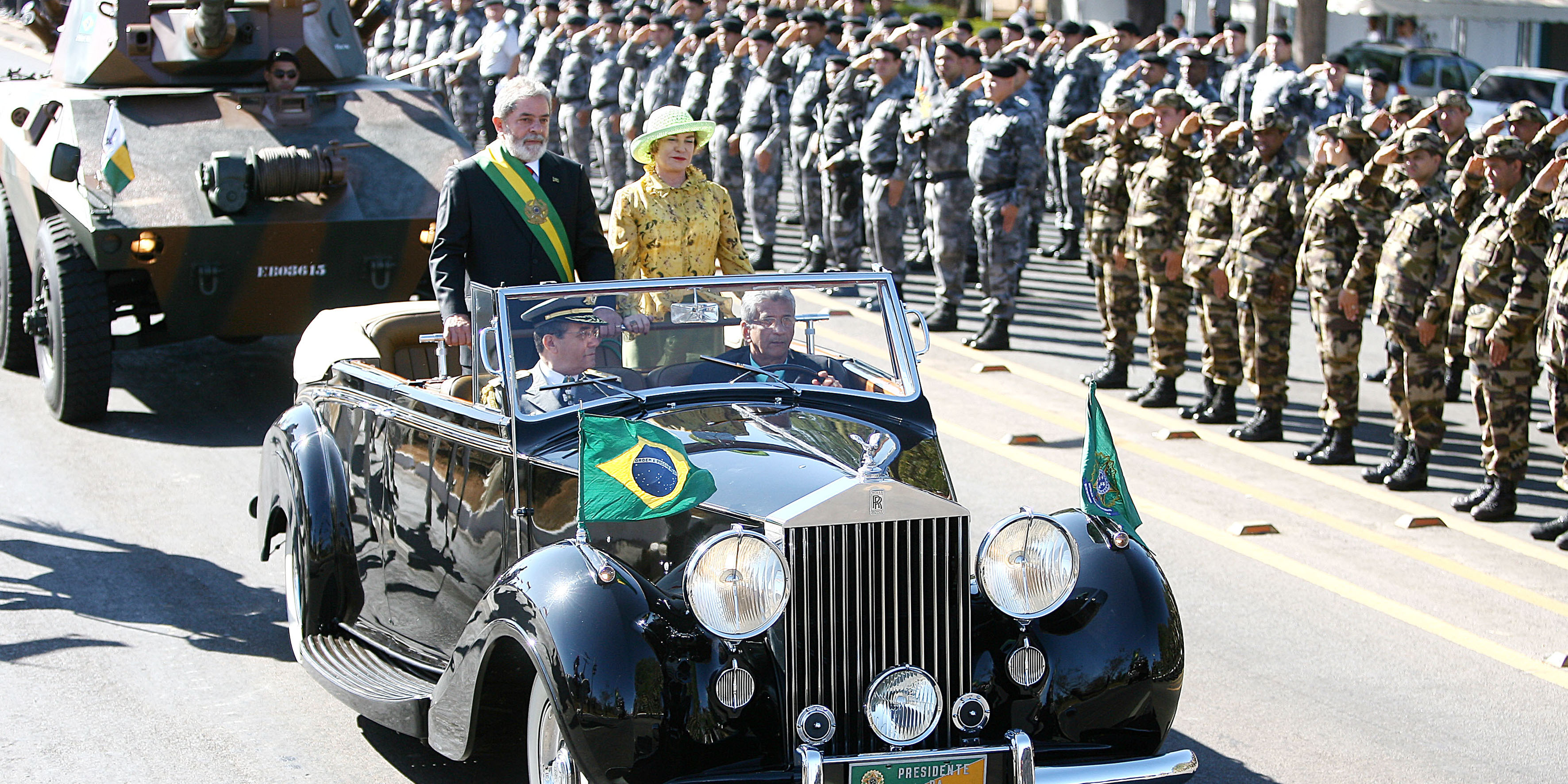
O carro presidencial (Rolls-Royce Silver Wraith de 1952), foi um presente de empresários para Getúlio Vargas, e usado pela primeira vez, pelo mesmo, em 1º de maio de 1953.

Getúlio foi o primeiro a fazer no Brasil propaganda pessoal em larga escala, chamada "culto à personalidade", típica do nazismo-fascismo e do stalinismo, e ancestral do marketing político moderno. A aliança elite-proletariado, criada por Getúlio, tornou-se típica no Brasil, como a Aliança PTB-PSD, apoiada pelo clandestino PCB na fase de 1946 - 1964, e atualmente com a aliança PT-PSB-MDB-PSD.[carece de fontes?]

O "estilo conciliador" de Getúlio foi incorporado à maneira de fazer política dos brasileiros, e teve o maior adepto no ex-ministro da Justiça de Getúlio, Tancredo Neves. O maior momento desse estilo conciliador foi a grande aliança política que se formou visando as Diretas-já e, em seguida, uma aliança maior ainda em torno de Tancredo Neves, visando a transição do Regime Militar para a democracia, em 1984 - 1985, quando Tancredo derrotou o candidato paulista Paulo Maluf. Sendo que José Sarney, em sua posse na presidência da república, em 15 de março de 1985, leu o discurso escrito por Tancredo Neves no qual pregava conciliação nacional: 
"Não celebramos, hoje, uma vitória política. Esta solenidade não é a do júbilo de uma facção que tenha submetido a outra, mas festa da conciliação nacional, em torno de um programa político amplo, destinado a abrir novo e fecundo tempo ao nosso País".[carece de fontes?]
Por seu lado, o ditador João Figueiredo, último ditador da ditadura militar (1964-1985) e filho do general Euclides Figueiredo um dos comandantes da Revolução de 1932, acusava Getúlio de ser um verdadeiro ditador e não eles, os militares: 
"No Brasil, quem inventou golpe de Estado, prisão de político, fechamento de Congresso e senador 'biônico' não fomos nós, os milicos, e sim a mente maligna do Getúlio Vargas".
Como conciliador, Getúlio reatou amizade e aliança com inúmeros políticos que com ele romperam ao longo dos 50 anos de vida pública, e sobre isto, Getúlio tinha a frase famosa: "Nunca tive inimigos com os quais não pudesse me reconciliar". Somente uma reconciliação jamais ocorreu: com o presidente Washington Luís. Getúlio Vargas teria sido, segundo algumas versões, o criador do populismo no Brasil, embora, na versão de Tancredo Neves, o populismo era uma deformação do getulismo. Getúlio, apesar de ter feito grandes obras como a Rio-Bahia e a hidrelétrica de Paulo Afonso, não ficou conhecido como político do estilo "tocador de obras" como o foram Ademar de Barros e Juscelino Kubitschek.[carece de fontes?] Apesar de considerado populista, Getúlio sempre manteve a reserva e o respeito pela autoridade de presidente da república, jamais aceitando tapinhas nas costas ou qualquer outra manifestação de desrespeito à posição de presidente da república, segundo depoimento também de Tancredo Neves, dado, em 1984, ao jornal O Pasquim, e em entrevista que deu origem ao livro Tancredo Fala de Getúlio: 
"Eu nunca vi ninguém chegar perto do doutor Getúlio e se permitir uma certa intimidade. Nunca vi ninguém que tivesse tanto sentido de poder, da dignidade do poder, como o doutor Getúlio. Aquilo vinha naturalmente dele".
E à revista Pasquim, Tancredo disse: 
"Se alguém contar a vocês que alguma pessoa chegou perto do doutor Getúlio e contou uma piada, ou se permitiu um tapinha nas costas dele, ou outra liberdade maior, estará mentindo. Irradiava um respeito que mantinha todo mundo à distância".[carece de fontes?]
Outro depoimento, também neste sentido, de que Getúlio sempre mantinha uma postura séria de presidente, foi dado, no centenário de nascimento de Getúlio, pelo seu ex-ministro Antônio Balbino em sessão solene pelo centenário do nascimento de Getúlio na Assembleia Legislativa de São Paulo. E sobre Getúlio ser populista ou não, Tancredo Neves disse no citado livro Tancredo Fala de Getúlio: 
"O Getúlio não era um homem de fazer, vamos dizer assim, adulação, de fazer concessões públicas aos trabalhadores... Ele os tratava com muito respeito, mas os atendia nas suas reivindicações quando justas e no essencial... Eu acho que o populismo foi uma caricatura do getulismo(...) Era a adulação, a submissão ao que havia de mais negativo nos sentimentos das massas brasileiras. Era servir-se da massa, e não servir à massa."
A partir de 1946 e até 1964, o populismo tomaria impulso no Brasil, tendo entre os principais expoentes Ademar de Barros, Jânio Quadros e João Goulart. Nos últimos anos, o representante do populismo com maior projeção era Leonel Brizola do PDT, além de Paulo Maluf, do PP. Existem várias divergências quanto a isso, mas muitos estudiosos também incluem o presidente Luiz Inácio Lula da Silva como um representante do populismo.
São chamados de populistas, porque a característica mais marcante desses políticos, após 1930, tem sido de terem um discurso voltado apenas para os direitos sociais, sem a contrapartida dos deveres. Sendo considerados populistas também por não dizerem de onde viriam os recursos financeiros necessários para poder se concretizar esses direitos. O governante populista também procura estabelecer uma relação direta com o povo, passando ao largo dos partidos políticos e dos parlamentos, como, por exemplo, através de plebiscito. 
Outro traço do estilo político de Getúlio, depois copiado por vários políticos, é a espera paciente do momento certo de agir no jogo político. Getúlio ensinava essa paciência aos adeptos, como quando aconselhou, em 1953, o deputado paulista Vicente Botta: "Nunca te atires contra a onda, espere que ela passe, então aja".

#### Populismo
Na figura de Getúlio Vargas, e, principalmente durante o Estado Novo,1937-1945, percebe-se características ligadas ao populismo. Getúlio Vargas foi um político muito carismático e esteve em contato direto com as massas trabalhadoras.
Durante o Estado Novo, seu governo apresentara caráter autoritário e controlador devido ao regime ditatorial. Através dos vários meios utilizados em seu mandato, Getúlio conseguiu apoio das massas trabalhadoras que em troca puderam ser beneficiadas. Já em seu segundo governo, (1951-1954), o trabalhador foi o alvo de inúmeros benefícios garantidos pela "Consolidação das Leis do Trabalho", criada, por ele, durante o Estado Novo, sendo assegurado, o salário mínimo, direito as férias entre outros.
Vargas comunicava-se de maneira simples e clara com as massas. Levando em conta esse aspecto, os meios de comunicações como o rádio (mecanismo de grande alcance) atingia milhares de pessoas com a mensagem do governo que divulgava os avanços e ganhos as massas. Cabia a ele e aos outros mecanismos de divulgação, exaltar a figura de Getúlio Vargas, não só como conciliador entre as classes e protetor dos oprimidos, mas também como realizador do progresso material. Isso tudo juntamente com sua figura carismática, contribuiu para o apoio conquistado das classes trabalhadoras que viam nele, um homem preocupado com as condições de vida e os interesses da população, o que acabou levando a Getúlio a receber a alcunha de “pai dos pobres”.
Ao final do Estado Novo, em 1945 surge o “Queremismo”, fruto de seu carisma e da política populista, preocupada com as massas, que apesar do lado ditatorial do governo, se sentia beneficiada pelos ganhos obtidos e demonstrou apoio em um movimento a Vargas quando ele mais precisava, defendendo sua permanência como presidente do Brasil.

### Econômico
A política trabalhista é alvo de polêmicas até hoje, e foi tachada de "paternalista" por intelectuais de esquerda, que o acusavam de tentar anular a influência desta esquerda sobre o proletariado, desejando transformar a classe operária num setor sob controle, nos moldes da Carta do Trabalho (Carta del Lavoro) do fascista italiano Benito Mussolini.
Os defensores de Getúlio Vargas contra argumentam, dizendo que em nenhum outro momento da história do Brasil houve avanços comparáveis nos direitos dos trabalhadores. Os expoentes máximos dessa posição foram João Goulart e Leonel Brizola, sendo Brizola considerado o último herdeiro político do getulismo, ou da Era Vargas, na linguagem dos historiadores norte-americanos chamados de "brasilianistas".[carece de fontes?]
A crítica de direita, ou liberal, argumenta que, a longo prazo, estas leis trabalhistas prejudicam os trabalhadores porque aumentam o chamado "Custo Brasil", onerando muito as empresas e gerando a inflação que corrói o valor real dos salários. Segundo esta versão, o "Custo Brasil" faz com que as empresas brasileiras contratem menos trabalhadores, aumentem a informalidade, fazendo com que as empresas estrangeiras se tornem receosas de investir no Brasil. Assim, segundo a crítica liberal, as leis trabalhistas gerariam, além da inflação, mais desemprego e subemprego entre os trabalhadores.[carece de fontes?]
O intervencionismo estatal na economia, iniciado por Getúlio, só cresceu com o passar dos anos, atingindo o máximo no governo do ex-tenente de 1930 Ernesto Geisel. Somente a partir do Governo de Fernando Collor se começou a fazer o desmonte do estado intervencionista. E, durante 60 anos, após 1930, todos os ministros da área econômica do governo federal foram favoráveis a intervenção do estado na economia, exceto Eugênio Gudin por 7 meses em 1954, e a dupla Roberto Campos-Octávio Bulhões, por menos de três anos (1964 - 1967).[carece de fontes?]
"Trabalhadores do Brasil!" Era com esta frase que, a partir da época do Estado Novo, Getúlio iniciava os discursos. Na visão dos apoiadores de Getúlio, ele não ficou só no discurso. A orientação trabalhista do governo de Getúlio, que no ápice instituiu a CLT com o salário-mínimo, limitação da jornada de trabalho, férias remuneradas, a proibição de demissão sem justa causa do empregado após 10 anos no emprego (caída em desuso, posteriormente, com o advento do FGTS em 1966), e o 13º salário instituído pelo seu seguidor João Goulart, fizeram das leis trabalhistas no Brasil, uma das mais protecionistas do mundo. Estas leis, quase todas em vigor até hoje, na visão dos apoiadores de Getúlio, são como um legado de proteção ao trabalhador formal, aqueles que possuem a Carteira de Trabalho (CT), criada por Getúlio.[carece de fontes?]